# Pardosa desolatula
Pardosa desolatula är en spindelart som beskrevs av Willis J. Gertsch och Davis 1940. Pardosa desolatula ingår i släktet Pardosa och familjen vargspindlar. Inga underarter finns listade i Catalogue of Life.